# Cladonia callosa
Cladonia callosa är en lavart som beskrevs av Delise ex Harm. Cladonia callosa ingår i släktet Cladonia och familjen Cladoniaceae.   Inga underarter finns listade i Catalogue of Life.